# Lenka Erlebachová
Lenka Erlebachová (* 1987) je česká realitní makléřka, skialpinistka, horolezkyně a bývalá reprezentantka v alpském lyžování. Je partnerkou skialpinisty a horolezce Radoslava Groha. Společně s Karolínou Grohovou dne 28. 7. 2024 dosáhla vrcholu Gašerbrumu I – povedlo se jim to jako prvním Češkám v historii. Výstup zvládly lehkým expedičním stylem bez umělého kyslíku, výškových nosičů i horských vůdců.

## Životopis
Od dětství se závodně věnovala alpskému lyžování, v dorostu se stala členkou české reprezentace. Zúčastnila se tří juniorských mistrovství světa: 2003 v Serre Chevalier, 2004 v Mariboru a 2007 ve Flachau. Aktivní kariéru ukončila v roce 2007. 
V roce 2008 odmaturovala na vrchlabském gymnáziu. Později začala pracovat jako realitní makléřka, od roku 2019 je stále zaměstnána ve vrchlabské realitní kanceláři Evropa (k roku 2024).
Ze sportovních odvětví se věnuje nadále především horolezectví a skialpinismu. Pro skalní lezení má nejraději Prachovské skály v Českém ráji. Řadu obtížných výstupů si připsala v Alpách: Matterhorn, Weisshorn, severní stěna Ortleru, severní stěna Großglockneru, Piz Roseg, Piz Bernina, jižní stěna Dachsteinu. V roce 2022 v Peru zdolala vrcholy Pisco (5752 m), Chopicalqui (6354 m) a Alpamayo (5947 m). V roce 2023 v Nepálu vystoupala na Lobuche (6119 m) a neúspěšně se pokoušela zdolat Čolace (6440 m). Na začátku roku 2024 absolvovala nejnáročnější skialpinistický přechod Vysokých Tater, tzv. přechod Vláda Tatarky. V červenci 2024 se s Karolínou Grohovou vydala na expedici do Pákistánu, při níž zdolala svou první osmitisícovku  Gašerbrum I. 